# Kay Bojesen

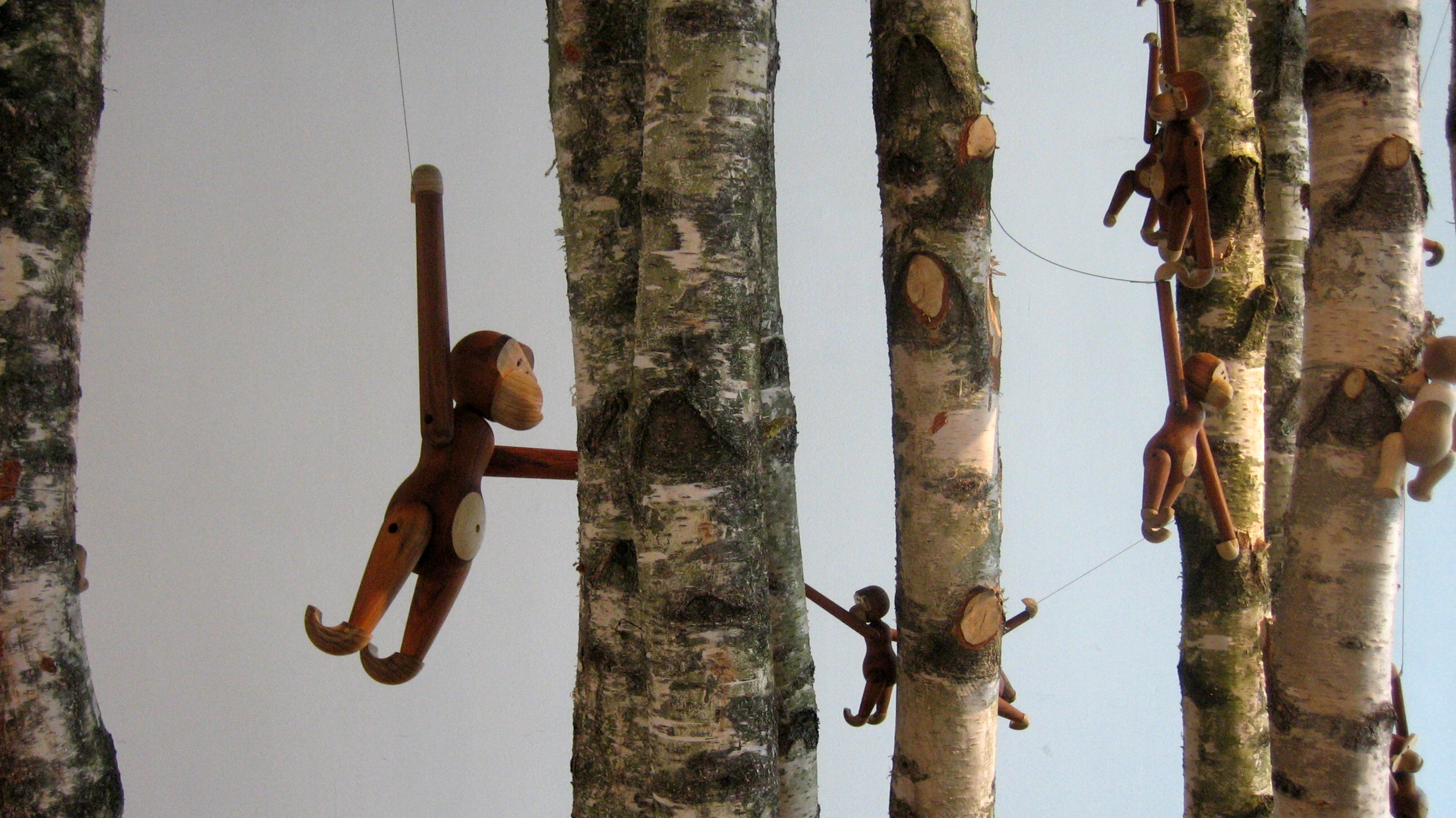
Bojesens Holzaffen im Design Center Kopenhagen

Kay Bojesen  (* 15. August 1886 in Kopenhagen, Dänemark; † 28. August 1958 in Gentofte) war ein dänischer Designer, spezialisiert auf Holzspielzeug. Weltbekannt sind seine Tierfiguren aus Holz, aber auch sein Besteck und Geschirr.

## Leben und Werk
Kay Bojesen absolvierte von 1906 bis 1910 eine Lehre als Silberschmied bei Georg Jensen. Er setzte die Ausbildung in Deutschland fort und arbeitete als Silberschmied in Paris und Kopenhagen.
1913 eröffnete er seine eigene Firma in Kopenhagen. 1922 gestaltete er seine ersten Holzspielzeuge. Bis 1928 waren seine Arbeiten vom typischen dänischen Jugendstil geprägt, danach arbeitete er in einem eher funktionalistischen Stil.
1930 verkaufte er sein Geschäft und wurde Künstlerischer Leiter bei Bing & Grøndahl.
1932 eröffnete er wieder einen eigenen Laden in Kopenhagen (Bredgade 47) und verband die Arbeit als Silberschmied mit gestaltender Holzarbeit für seine Spielzeuge. Von diesem kleinen Geschäft aus belieferte er für 26 Jahre die ganze Welt. Posthum wurden 1964 einige seiner Arbeiten auf der documenta III (in der Abteilung Industrial Design) in Kassel gezeigt.